# Vedène
 Vedène  es una población y comuna francesa, en la región de Provenza-Alpes-Costa Azul, departamento de Vaucluse, en el distrito de Aviñón y cantón de Bédarrides.

## Geografía
La localidad de Vedène está situada a los pies de la colina Santa Ana, a escasos kilómetros de la ciudad de Aviñón, y próxima al Mont Ventoux y Luberon. Cerca están las poblaciones de Le Pontet y Carpentras.

## Historia
Camille Julian, historiadora de los Galias, estima la existencia de Vedène de antes de la época galio-romana. Una cosa cierta, es un escrito firmado en Vedène en el año 1099.

## Administración

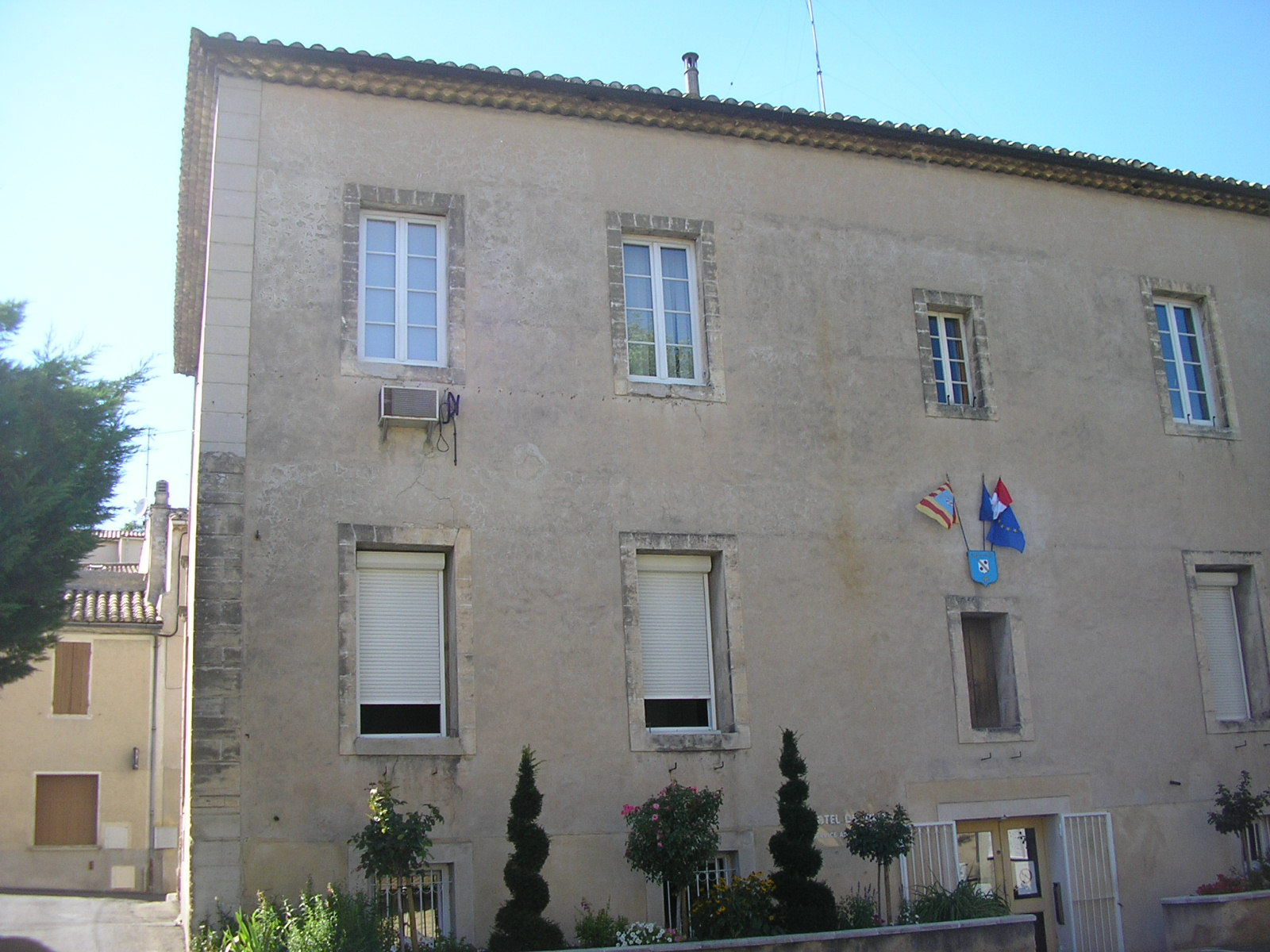
Ayuntamiento de Vedène.

## Cultura
Como es tradicional en toda la provenza francesa existe en esta población un ambiente bohemio que sirve de inspiración a artistas de diversas nacionalidades. Hay un Salón de Exposición de Obras de Arte.

## Educación

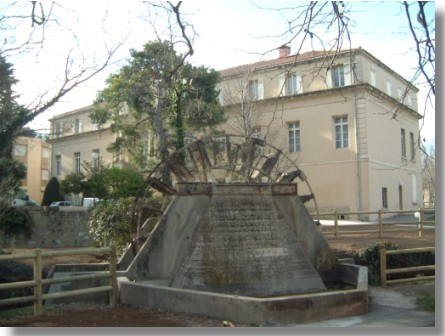
Molino junto al canal de Vedène a su paso por el Lyçée Professionnel Domaine D'Êguilles.

En los antiguos terrenos de una fundición que daba trabajo a más de 400 personas antes del año 1932, se construyó un instituto de formación profesional llamado "Lyçée Professionnel Domaine D'Éguilles" que, además de la formación de muchos de los adolescentes de la zona, actualmente es un área privada interesante por sus edificios de corte clásico y por el canal de Vaucluse de la Edad Media que atraviesa el interior del recinto del instituto, con un molino de agua que servía antiguamente para el trabajo en la fundición. Hay también una estatua en bronce y además dentro del mismo perímetro docente hay un pequeño bosque, un pabellón deportivo y un campo de rugby. 

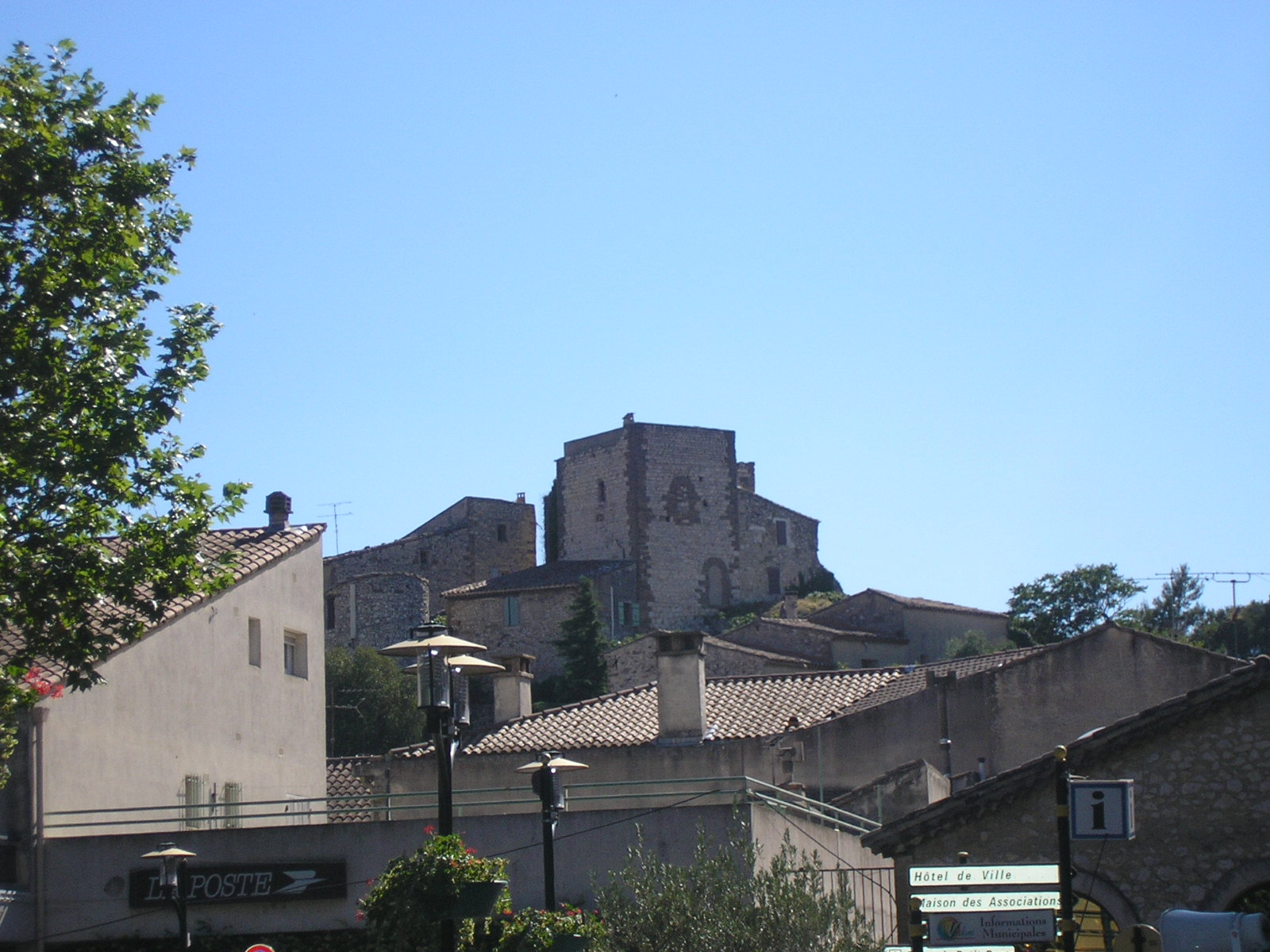
Château de Vedène.

## Personajes
Franck Fisseux, nació en Vedène y fue representante de Francia en la modalidad de tiro con arco en los Juegos Olímpicos de Atenas 2004.

## Patrimonio Civil
Lo más destacado de esta población es un castillo medieval del siglo XII en un montículo en el centro de la villa. 
A escasa distancia del centro de la villa esta la colina Santa Ana con un frondoso bosque y en cuya cima está construida la Capilla Santa Ana del siglo XXVII. Desde la cima hay unas vistas magníficas de la población y los alrededores.

## Demografía
| 780 | 812 | 767 | 1 132 | 1 542 | 1 417 | 1 710 | 1 859 | 2 040 | 2 070 | 2 161 | 2 226 | 1 850 | 1 757 | 1 747 | 1 562 | 1 655 | 1 679 | 1 740 | 1 704 | 1 763 | 1 909 | 2 125 | 1 857 | 1 860 | 2 091 | 2 425 | 3 329 | 4 388 | 5 588 | 6 675 | 8 673 | 9 805 |
| Para los censos de 1962 a 1999 la población legal corresponde a la población sin duplicidades (Fuente: INSEE [Consultar]) |     |     |       |       |       |       |       |       |       |       |       |       |       |       |       |       |       |       |       |       |       |       |       |       |       |       |       |       |       |       |       |       |